# 2011 UD412
2011 UD412, também escrito como 2011 UD412, é um objeto transnetuniano que está localizado no Cinturão de Kuiper, uma região do Sistema Solar. Este corpo celeste é classificado como um cubewano. Ele possui uma magnitude absoluta de 7,0 e tem um diâmetro estimado com cerca de 175 km.

## Descoberta
2011 UD412 foi descoberto no dia 24 de outubro pelo astrônomo M. Alexandersen.

## Órbita
A órbita de 2011 UD412 tem uma excentricidade de 0,338 e possui um semieixo maior de 50,928 UA. O seu periélio leva o mesmo a uma distância de 42,890 UA em relação ao Sol e seu afélio a 47,814 UA.